# Бацалёв, Владимир Викторович
Влади́мир Ви́кторович Бацалёв (1961—1999) — русский прозаик и литератор.

## Биография
Владимир родился в московской семье технической интеллигенции. Рано потерял мать и отца, подростком его воспитывала старшая сестра. Увлекался археологией (старшая сестра брала его с собой на археологические раскопки) и историей Древней Греции, участвовал в раскопках за рубежом (в Египте).
В 1985 году окончил исторический факультет МГУ по специальности «Древняя Греция». В 1985—1988 годах работал старшим редактором Всесоюзной книжной палаты, затем главным редактором Молодёжного книжного центра (1988—1992) и издательства «Столица» (1992—1994). В 1989 году в Москве был издан первый роман, а сам Владимир принят в Союз писателей СССР.
11 октября 1993 года Владимир подал заявление на двухгодичные высшие литературные курсы при Литературном институте имени А. М. Горького, которые окончил в 1995 году. В 1996 году стал лауреатом премии «Литературная Россия».
Современники Владимира помнят его отзывчивым товарищем с чувством юмора, который не чуждался бытовых мистификаций, постоянно задумывал различные издательские и прочие проекты, как удачные (ряд книг по истории и криминалистике), так и не очень, вплоть до провальных. Как увлечённый и увлекающийся человек, был готов взяться (и брался) за любое дело — от редактирования изданий до нелегальных занятий археологией.
22 ноября 1999 года, возвращаясь на автобусе с учредительного собрания одной из писательских организаций, Владимир Бацалёв скончался от сердечной недостаточности (по другим источникам от переохлаждения). С таким же диагнозом, в автобусе, скончался и главный герой рассказа Бацалёва «Существо».

## Творчество
Свой первый рассказ Владимир Бацалёв написал и опубликовал в 17 лет. Критик Ирина Шевелёва, друг и почитатель творчества Владимира, его первой публикацией называет рассказ «Моя мама — принцесса». Немало из им написанного печаталось или анонимно, или под псевдонимами, поэтому сегодня не все публикации можно уверенно атрибутировать.
Писатель помещал свои произведения в газетах «Московский литератор» и «Литературная Россия», в журналах «Московский вестник», «Проза», и в других изданиях. 
Первый написанный роман «Кегельбан для безруких» поставил Владимира в число перспективных молодых прозаиков. В произведении был изображён быт и нравы России конца 1980-х годов, с акцентом на «психологическом изломе души современника, которому приходится на ходу приспосабливаться к новым условиям существования».
Бацалёвым были изданы несколько научно-популярных книг, некоторые в соавторстве с А. С. Варакиным. 
Исторический роман «Когда взойдут Гиады» был издан после смерти Владимира. Готовый текст, написанный ещё в 1998 году, был обнаружен вдовой Еленой на компьютере мужа. Это произведение повествует о ранней истории Древней Греции, о легендарном мессенском вожде Аристомене и его битвах со Спартой. Роман был опубликован по частям в журнале «Знак вопроса» издательства «Знание».

### Краткая библиография
В скобках указаны первые публикации.
- Рассказ «Существо» (написан в 1989 году; Антология «Лицей на Чистых прудах: Московский круг». М.: Московский рабочий, 1991);
- Роман «Кегельбан для безруких» (отд. изд. — М.: Прометей, 1989);
- Роман «Первые гадости» («Московский вестник», 1993, №1—2);
- Повесть «Приход весны в больницу» (1994; Авторский сборник «Убийство в "Долине царей"». СПб.: Азбука, 1997);
- Повесть «Сказка в перьях» («МУР»: альманах, 1995, №2; Авторский сборник «Убийство в "Долине царей"». М.: Азбука, 1997);
- Повесть «Убийство в "Долине царей"» (Авторский сборник «Убийство в "Долине царей"». М.: Азбука, 1997);
- Повесть «Поминки в "Долине царей"» (1997);
- Статья «Как изжить авторскую слепоту» («Литературная Россия», 1998, №38);
- В соавторстве с А. С. Варакиным научно-популярная книга «Тайны археологии. Радость и проклятие великих открытий» (М.: Вече, 1998);
- Рассказ «Вдребезги» («Московский вестник», 1998, №2—3);
- Научно-популярная книга «Тайны городов-призраков» (М.: Вече, 1999);
- Роман «Когда взойдут Гиады» («Знак вопроса», 2005, №1—4).

### Составитель
- Иллюзион: Произведения молодых авторов детективного жанра. — М.: Всесоюзный молодёжный книжный центр, 1991.